# Reazione SN2

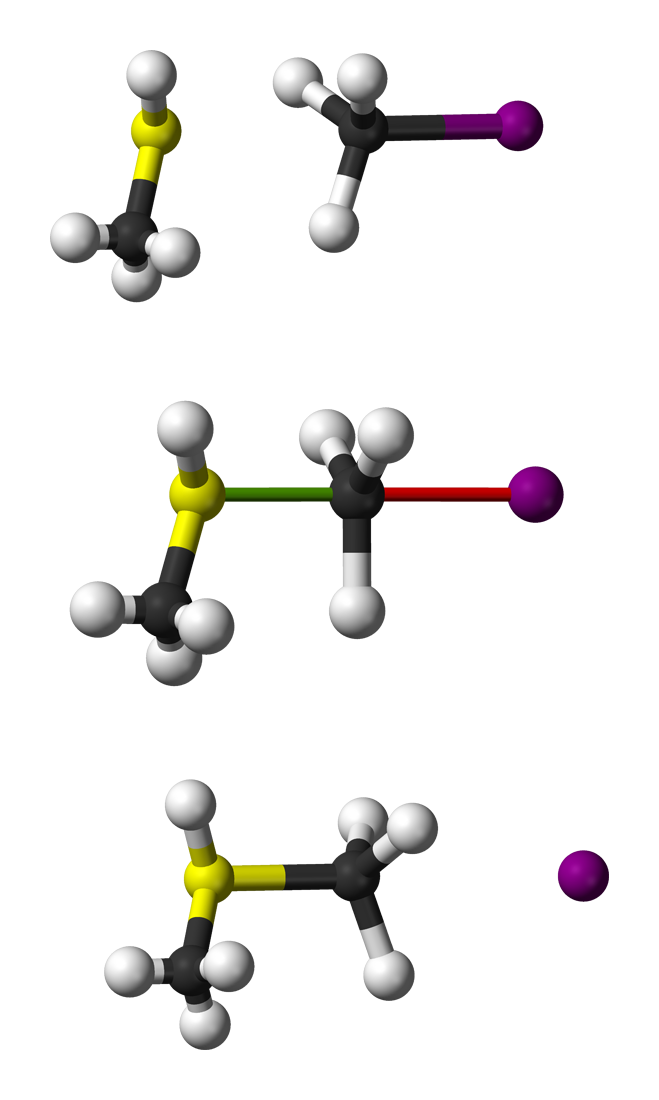
Modello ad asta e sfera della reazione S_{N}2 del metantiolo (CH_{3}SH) con iodometano (CH_{3}I) producendo dimetilsolfonio.

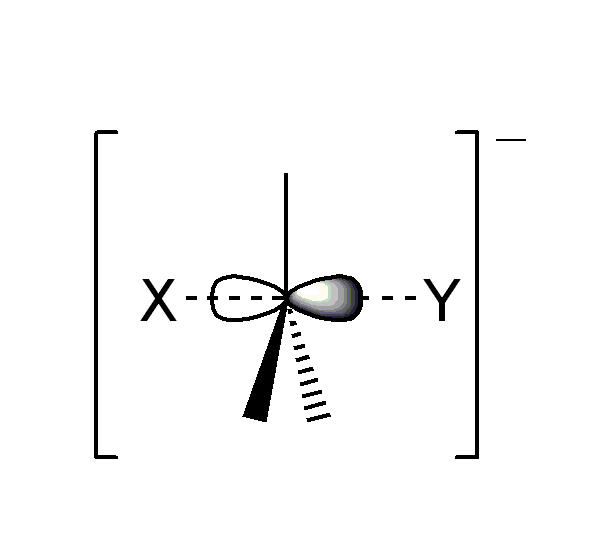
Struttura dello stato di transizione S_{N}2.

La reazione SN2 è un tipo di meccanismo di reazione comune nella chimica organica. In questo meccanismo, un legame viene rotto e un legame viene formato in modo sincrono, cioè in un unico passaggio. SN2 è una sorta di meccanismo di reazione di sostituzione nucleofila; il nome si riferisce al simbolo Hughes-Ingold del meccanismo. Poiché due specie reagenti sono coinvolte nella fase lenta (stadio cineticamente determinante), questo porta al termine sostituzione nucleofila (bimolecolare) o SN2; l'altro tipo principale è SN1 Molti altri meccanismi più specializzati descrivono reazioni di sostituzione.

## Meccanismo della reazione
La reazione più spesso si verifica in un centro di carbonio alifatico sp3 con un gruppo uscente stabile elettronegativo attaccato ad esso (spesso indicato con X), che è spesso un atomo di alogenuro. La rottura del legame C–X e la formazione del nuovo legame (spesso indicato con C–Y o C–Nu) avvengono simultaneamente attraverso uno stato di transizione in cui un carbonio sotto attacco nucleofilo è pentacoordinato e approssimativamente sp2 ibridato. Il nucleofilo attacca il carbonio a 180° rispetto al gruppo uscente, poiché ciò fornisce la migliore sovrapposizione tra la coppia solitaria del nucleofilo e l'orbitale di antilegame C–X σ*. Il gruppo uscente viene quindi spinto dalla parte opposta e il prodotto si forma con inversione della geometria tetraedrica all'atomo centrale.
Se il substrato sotto attacco nucleofilo è chirale, questo spesso porta all'inversione della configurazione (stereochimica), chiamata inversione di Walden.
In un esempio di reazione SN2, l'attacco del bromuro Br− (il nucleofilo) su un cloruro di etile (l'elettrofilo) si traduce in bromoetano, con il cloruro espulso come gruppo uscente.

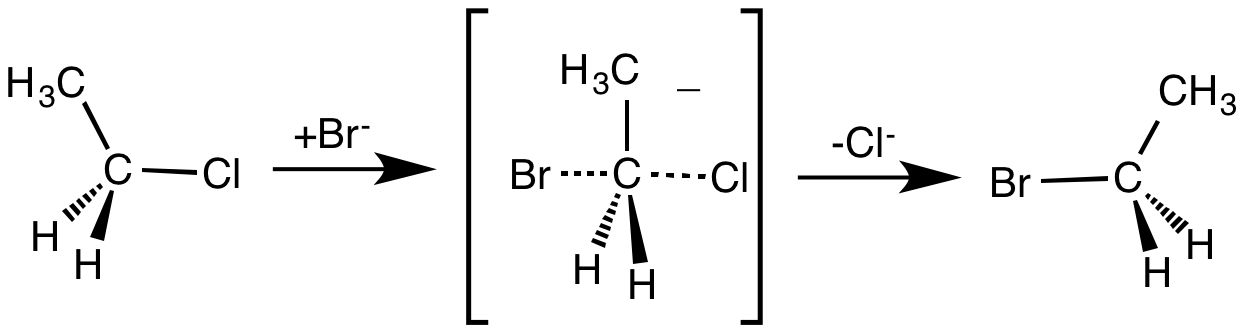
S_{N}2 reaction of chloroethane with bromide ion

L'attacco SN2 si verifica se la via di attacco posteriore non è ostacolata stericamente dai sostituenti sul substrato (il cloruro di etile è il substrato sopra). Pertanto, questo meccanismo di solito si verifica nei centri di carbonio primari e secondari non ostacolati. Se c'è un affollamento sterico sul substrato vicino al gruppo uscente, come in un centro terziario di carbonio, la sostituzione coinvolgerà un meccanismo SN1 piuttosto che un SN2 (un SN1 sarebbe anche più probabile in questo caso perché un intermediario carbocationico sufficientemente stabile si potrebbe formare).

## Fattori che influenzano la velocità della reazione
Quattro fattori influenzano la velocità della reazione:

### Substrato
Il substrato svolge la parte più importante nel determinare la velocità della reazione. Questo perché il nucleofilo attacca dal retro del substrato, rompendo così il legame del gruppo che lascia il carbonio e formando il legame carbonio-nucleofilo. Pertanto, per massimizzare la velocità della reazione SN2, il retro del substrato deve essere il più libero possibile. Nel complesso, ciò significa che i substrati metilici e primari reagiscono più velocemente, seguiti dai substrati secondari. I substrati terziari non partecipano alle reazioni SN2, a causa dell'ingombro sterico. È particolarmente probabile che le strutture che possono formare cationi altamente stabili per semplice perdita del gruppo uscente, ad esempio come il carbocatione stabilizzato per risonanza, reagiscano attraverso un percorso SN1 in competizione con SN2.

### Nucleofilo
Come il substrato, l'ingombro sterico influisce sulla forza del nucleofilo. L'anione metossido, per esempio, è sia una base forte che un nucleofilo perché è un nucleofilo metilico, e quindi non è ostacolato. Il potassio tert-butossido, invece, è una base forte, ma un povero nucleofilo, a causa dei suoi tre gruppi metilici che ne ostacolano l'avvicinamento al carbonio. La forza del nucleofilo è anche influenzata dalla carica e dall'elettronegatività: la nucleofilia aumenta con l'aumento della carica negativa e con la diminuzione dell'elettronegatività. Ad esempio, l'ossidrile OH− è un nucleofilo migliore dell'acqua, e lo ioduro (I−) è un nucleofilo migliore del bromuro (Br−) (nei solventi protici polari). In un solvente aprotico polare, la nucleofilia aumenta lungo una colonna della tavola periodica poiché non c'è legame idrogeno tra il solvente e il nucleofilo; in questo caso la nucleofilia rispecchia la basicità. Lo ioduro sarebbe quindi un nucleofilo più debole del bromuro perché è una base più debole.

### Solvente
Il solvente influenza la velocità di reazione perché i solventi possono circondare o meno un nucleofilo, ostacolando o non ostacolando il suo approccio all'atomo di carbonio. I solventi aprotici polari, come il tetraidrofurano, sono solventi migliori per questa reazione rispetto ai solventi protici polari perché i solventi protici polari si legheranno all'idrogeno al nucleofilo, impedendogli di attaccare il carbonio con il gruppo uscente. Un solvente polare aprotico con bassa costante dielettrica favorirà la modalità SN2 della reazione di sostituzione nucleofila. Sono esempi il dimetilsolfossido, il dimetilformammide e l'acetone.

### Gruppo uscente
La stabilità del gruppo uscente come anione e la forza del suo legame all'atomo di carbonio influenzano entrambe la velocità di reazione. Più stabile è la base coniugata del gruppo uscente, più è probabile che prenda i due elettroni del suo legame al carbonio durante la reazione. Pertanto, più debole è il gruppo uscente come base coniugata, e quindi più forte è il suo acido corrispondente, migliore è il gruppo uscente. Esempi di buoni gruppi uscenti sono quindi gli alogenuri (eccetto il fluoruro, per il suo forte legame con l'atomo di carbonio) e il tosilato, mentre HO− e l'azanide (H2N−) non lo sono.

## Cinetica di reazione
La velocità di una reazione SN2 è del secondo ordine, poiché il passaggio che determina la velocità dipende dalla concentrazione del nucleofilo, [Nu<-] e dalla concentrazione del substrato, [RX]:
{\displaystyle \mathrm {r=k[RX][Nu^{-}]} }
Questa è una differenza fondamentale tra i meccanismi SN1 e SN2. Nella reazione SN1 il nucleofilo attacca dopo che la fase di limitazione della velocità è terminata, mentre in SN2 il nucleofilo espelle il gruppo uscente nella fase di limitazione. In altre parole, la velocità delle reazioni SN1 dipende solo dalla concentrazione del substrato, mentre la velocità della reazione SN2 dipende dalla concentrazione sia del substrato che del nucleofilo.
È stato dimostrato che, tranne in casi non comuni (ma prevedibili), i substrati primari e secondari passano esclusivamente dal meccanismo SN2, mentre i substrati terziari passano attraverso la reazione SN1. Ci sono due fattori che complicano la determinazione del meccanismo delle reazioni di sostituzione nucleofila ai carboni secondari:
1. Molte reazioni studiate sono reazioni di solvolisi in cui una molecola di solvente (spesso un alcol) è il nucleofilo. Sebbene sia meccanicamente ancora una reazione di secondo ordine, la reazione è cineticamente di primo ordine poiché la concentrazione del nucleofilo, la molecola del solvente, è effettivamente costante durante la reazione. Questo tipo di reazione è spesso chiamata reazione di pseudo primo ordine.
2. Nelle reazioni in cui il gruppo uscente è anche un buon nucleofilo (ad esempio il bromuro) il gruppo uscente può eseguire una reazione SN2 su una molecola di substrato. Se il substrato è chirale, ciò inverte la configurazione del substrato prima della solvolisi, portando a un prodotto racemizzato, il prodotto che ci si aspetterebbe da un meccanismo SN1. Nel caso di un gruppo uscente bromuro in solvente alcolico, è stato dimostrato[7] che il bromuro può avere una costante di velocità SN2 100-250 volte superiore alla costante di velocità dell'etanolo.

Gli esempi nei libri di testo di substrati secondari che seguono il meccanismo SN1 comportano invariabilmente l'uso di bromuro (o un altro buon nucleofilo) come gruppo uscente e hanno confuso la comprensione delle reazioni di sostituzione nucleofila alchilica ai carboni secondari per 80 anni. Una ricerca con il sistema 2-adamantile (SN2 non è possibile) insieme allo studio dell'uso di azide (un eccellente nucleofilo, ma gruppo uscente molto povero), lo sviluppo di gruppi uscenti solfonici (gruppi uscenti buoni non nucleofili) e la dimostrazione di problemi sperimentali significativi nell'affermazione iniziale di un meccanismo SN1 nella solvolisi del 2-bromoottano otticamente attivo hanno dimostrato in modo conclusivo che i substrati secondari usano esclusivamente (tranne in casi insoliti ma prevedibili) il meccanismo SN2.

## Competitività con la reazione E2
Una reazione collaterale comune che si verifica con le reazioni SN2 è l'eliminazione E2: l'anione in arrivo può agire come una base piuttosto che come un nucleofilo, estraendo un protone e portando alla formazione dell'alchene. Questa via è favorita dai nucleofili stericamente impediti. Le reazioni di eliminazione sono generalmente favorite a temperature elevate a causa dell'aumento dell'entropia. Questo effetto può essere dimostrato nella reazione in fase gassosa tra un solfonato e un semplice bromuro alchilico che avviene all'interno di uno spettrometro di massa:
Con il bromoetano, il prodotto di reazione è prevalentemente il prodotto di sostituzione. All'aumentare dell'ingombro sterico attorno al centro elettrofilo, come con il bromuro di isobutile, la sostituzione è sfavorevole e l'eliminazione è la reazione predominante. Altri fattori che favoriscono l'eliminazione sono la forza della base. Con il substrato benzoato meno basico, il bromuro di isopropile reagisce con una sostituzione del 55%. In generale, le reazioni in fase gassosa e le reazioni in fase soluzione di questo tipo seguono gli stessi andamenti, anche se nella prima vengono eliminati gli effetti del solvente.

## Meccanismo rotatorio
Uno sviluppo che ha attirato l'attenzione nel 2008 riguarda un meccanismo rotatorio SN2 osservato in una reazione in fase gassosa tra ioni cloruro e ioduro di metile con una tecnica speciale chiamata imaging a fascio molecolare incrociato. Quando gli ioni cloruro hanno una velocità sufficiente, la loro collisione iniziale con la molecola di ioduro di metile fa ruotare lo ioduro di metile una volta, prima che avvenga l'effettivo meccanismo di spostamento di SN2.